# Abdülkadir Parmak
Abdülkadir Parmak (Trebisonda, 28 dicembre 1994) è un calciatore turco, centrocampista dell'Hatayspor.

## Caratteristiche tecniche
È un centrocampista centrale.

## Carriera

### Club
Prodotto del settore giovanile del Trabzonspor, ha debuttato in prima squadra il 12 agosto 2018 disputando l'incontro di Süper Lig perso 2-0 contro l'İstanbul Başakşehir.

### Nazionale
Il 10 settembre 2019 ha debuttato con la nazionale turca disputando l'incontro di qualificazione per gli Europei 2020 vinto 4-0 contro la Moldavia.

## Statistiche

### Cronologia presenze e reti in nazionale
| Cronologia completa delle presenze e delle reti in nazionale ― Turchia | Cronologia completa delle presenze e delle reti in nazionale ― Turchia | Cronologia completa delle presenze e delle reti in nazionale ― Turchia | Cronologia completa delle presenze e delle reti in nazionale ― Turchia | Cronologia completa delle presenze e delle reti in nazionale ― Turchia | Cronologia completa delle presenze e delle reti in nazionale ― Turchia | Cronologia completa delle presenze e delle reti in nazionale ― Turchia | Cronologia completa delle presenze e delle reti in nazionale ― Turchia |
| Data                                                                   | Città                                                                  | In casa                                                                | Risultato                                                              | Ospiti                                                                 | Competizione                                                           | Reti                                                                   | Note                                                                   |
| ---------------------------------------------------------------------- | ---------------------------------------------------------------------- | ---------------------------------------------------------------------- | ---------------------------------------------------------------------- | ---------------------------------------------------------------------- | ---------------------------------------------------------------------- | ---------------------------------------------------------------------- | ---------------------------------------------------------------------- |
| 10-9-2019                                                              | Chișinău                                                               | Moldavia                                                               | 0 – 4                                                                  | Turchia                                                                | Qual. Euro 2020                                                        | -                                                                      | 87’                                                                    |
| Totale                                                                 |                                                                        | Presenze                                                               | 1                                                                      |                                                                        | Reti                                                                   | 0                                                                      |                                                                        |

## Palmarès

### Club

#### Competizioni nazionali
- Coppa di Turchia: 1

Trazbonspor: 2019-2020
- Supercoppa di Turchia: 1

Trabzonspor: 2020